# Madracis senaria
Madracis senaria är en korallart som beskrevs av Wells 1974. Madracis senaria ingår i släktet Madracis och familjen Pocilloporidae. IUCN kategoriserar arten globalt som livskraftig. Inga underarter finns listade i Catalogue of Life.